# Errata, czyli sceny pokutne w nowych osiedlach
Errata, czyli sceny pokutne w nowych osiedlach – polska komedia surrealistyczna z 1981 roku.

## Opis fabuły
Starzy rodzice mieszkający na osiedlu, zdecydowali się wycofać z zasad wychowawczych opartych na tradycji romantyczno-idealistycznej. Obserwując rzeczywistość dookoła siebie uznają, że warto iść z duchem czasu i zmieniają system wartości, jaki do tej pory stosowali.

## Obsada
- Ryszarda Hanin
- Janusz Kłosiński
- Danuta Kowalska – Teresa
- Joachim Lamża
- Zdzisław Wardejn

i inni